# La Granja (station)
La Granja är en tunnelbanestation i tunnelbanesystemet Metro de Santiago de Chile i Santiago, Chile. Den nästföljande stationen i riktning mot Vicuña Mackenna är Santa Julia och i riktning mot La Cisterna är Santa Rosa.